# Hispidicarpomyces galaxauricola
Hispidicarpomyces galaxauricola — вид грибів, що належить до монотипового роду  Hispidicarpomyces.